# Élections municipales de 2014 en Haute-Savoie
Les élections municipales se sont déroulées les 23 et 30 mars 2014 en Haute-Savoie.

## Maires sortants et maires élus
Le scrutin est marqué par une stabilité politique relative. La gauche perd du terrain avec des défaites à Cruseilles et Saint-Julien-en-Genevois. Grande gagnante du scrutin et majoritaire dans le département, la droite l’emporte à Allinges et Viry. L’UDI se maintient à Annecy, Chamonix-Mont-Blanc, Fillinges, Reignier-Esery, Saint-Cergues, Saint-Gervais-les-Bains et Sevrier.
| Commune                  | Population | Maire sortant             | Parti | Parti | Maire élu                  | Parti | Parti |
| ------------------------ | ---------- | ------------------------- | ----- | ----- | -------------------------- | ----- | ----- |
| Allinges                 | 4 226      | Jean-Pierre Fillion       |       | MoDem | François Deville           |       | DVD   |
| Ambilly                  | 6 092      | Guillaume Mathelier       |       | PS    | Guillaume Mathelier        |       | PS    |
| Annecy                   | 52 029     | Jean-Luc Rigaut           |       | UDI   | Jean-Luc Rigaut            |       | UDI   |
| Annecy-le-Vieux          | 20 166     | Bernard Accoyer           |       | UMP   | Bernard Accoyer            |       | UMP   |
| Annemasse                | 34 261     | Christian Dupessey        |       | DVG   | Christian Dupessey         |       | DVG   |
| Bonneville               | 12 648     | Martial Saddier           |       | UMP   | Martial Saddier            |       | UMP   |
| Bons-en-Chablais         | 5 235      | Jean-Paul Roch            |       | DVD   | Patrice Bereziat           |       | DVD   |
| Chamonix-Mont-Blanc      | 8 897      | Éric Fournier             |       | UDI   | Éric Fournier              |       | UDI   |
| Cluses                   | 17 627     | Jean-Claude Léger         |       | UMP   | Jean-Louis Mivel           |       | UMP   |
| Collonges-sous-Salève    | 3 884      | Pierre-Henri Thevenoz     |       | DVD   | Georges Etallaz            |       | DVD   |
| Cran-Gevrier             | 17 493     | Jean Boutry               |       | PS    | Jean Boutry                |       | PS    |
| Cranves-Sales            | 6 292      | Bernard Boccard           |       | DVD   | Bernard Boccard            |       | DVD   |
| Cruseilles               | 4 226      | Christian Bunz            |       | DVG   | Daniel Bouchet             |       | DVD   |
| Doussard                 | 3 584      | Michèle Lutz              |       | UMP   | Michèle Lutz               |       | UMP   |
| Douvaine                 | 5 302      | Jean-François Baud        |       | UMP   | Jean-François Bbaud        |       | UMP   |
| Épagny-Metz-Tessy        | 6 978      | Roland Daviet             |       | DVD   | Roland Daviet              |       | DVD   |
| Évian-les-Bains          | 8 675      | Marc Francina             |       | UMP   | Marc Francina              |       | UMP   |
| Faverges-Seythenex       | 7 586      | Jean-Claude Tissot-Rosset |       | DVD   | Marcel Cattaneo            |       | DVD   |
| Fillinges                | 3 278      | Bruno Forel               |       | UDI   | Bruno Forel                |       | UDI   |
| Gaillard                 | 11 723     | Renée Magnin              |       | DVD   | Jean-Paul Bosland          |       | DVD   |
| Groisy                   | 3 395      | Henri Chaumontet          |       | DVD   | Henri Chaumontet           |       | DVD   |
| La Balme-de-Sillingy     | 5 056      | François Daviet           |       | DVD   | François Daviet            |       | DVD   |
| La Roche-sur-Foron       | 11 184     | Michel Thabuis            |       | DVD   | Guy Flammier               |       | DVD   |
| Magland                  | 3 233      | René Pouchot              |       | DVD   | René Pouchot               |       | DVD   |
| Marignier                | 6 385      | Raymond Mudry             |       | DVD   | Bertrand Mauris-Demourioux |       | UMP   |
| Marnaz                   | 5 202      | Loïc Hervé                |       | UMP   | Loïc Hervé                 |       | UMP   |
| Megève                   | 3 313      | Sylviane Grosset-Janin    |       | UMP   | Catherine Jullien-Breches  |       | DVD   |
| Meythet                  | 8 368      | Sylvie Gillet de Thorey   |       | PS    | Christiane Laydevant       |       | DVG   |
| Passy                    | 10 958     | Gilles Petit-Jean Genaz   |       | UMP   | Patrick Kollibay           |       | UMP   |
| Poisy                    | 7 073      | Pierre Bruyère            |       | DVD   | Pierre Bruyère             |       | DVD   |
| Pringy                   | 4 129      | Jean-François Piccone     |       | DVD   | Jean-François Piccone      |       | DVD   |
| Publier                  | 6 589      | Gaston Lacroix            |       | DVG   | Gaston Lacroix             |       | DVG   |
| Reignier-Ésery           | 7 245      | Jean-François Ciclet      |       | UDI   | Jean-François Ciclet       |       | UDI   |
| Rumilly                  | 14 542     | Pierre Bechet             |       | UMP   | Pierre Bechet              |       | UMP   |
| Saint-Cergues            | 3 362      | Gabriel Doublet           |       | UDI   | Gabriel Doublet            |       | UDI   |
| Saint-Gervais-les-Bains  | 5 551      | Jean-Marc Peillex         |       | UDI   | Jean-Marc Peillex          |       | UDI   |
| Saint-Jeoire             | 3 214      | Gilles Perret             |       | UMP   | Nelly Noel-Sandrin         |       | DVD   |
| Saint-Jorioz             | 5 747      | Michel Beal               |       | DVD   | Michel Beal                |       | DVD   |
| Saint-Julien-en-Genevois | 12 561     | Jean-Michel Thénard       |       | PS    | Antoine Vielliard          |       | MoDem |
| Saint-Pierre-en-Faucigny | 5 932      | Marin Gaillard            |       | DVD   | Marin Gaillard             |       | DVD   |
| Sallanches               | 15 853     | Georges Morand            |       | UMP   | Georges Morand             |       | UMP   |
| Sciez                    | 5 505      | Jean-Luc Bidal            |       | DVD   | Jean-Luc Bidal             |       | DVD   |
| Scionzier                | 7 876      | Maurice Gradel            |       | DVD   | Maurice Gradel             |       | DVD   |
| Sevrier                  | 4 121      | Jacques Rey               |       | UDI   | Jacques Rey                |       | UDI   |
| Seynod                   | 19 624     | Françoise Camusso         |       | UMP   | Françoise Camusso          |       | UMP   |
| Sillingy                 | 4 819      | Olivier Tocqueville       |       | DVD   | Yvan Sonnerat              |       | DVD   |
| Taninges                 | 3 419      | Yves Laurat               |       | DVG   | Yves Laurat                |       | DVG   |
| Thônes                   | 6 185      | Jean-Bernard Challamel    |       | DVD   | Pierre Bibollet            |       | DVD   |
| Thonon-les-Bains         | 34 610     | Jean Denais               |       | UMP   | Jean Denais                |       | UMP   |
| Thorens-Glières          | 3 174      | Christian Anselme         |       | DVD   | Christian Anselme          |       | DVD   |
| Thyez                    | 5 833      | Gilbert Catala            |       | DVD   | Gilbert Catala             |       | DVD   |
| Valleiry                 | 3 835      | Marc Favre                |       | DVD   | Frédéric Mugnier           |       | DVD   |
| Veigy-Foncenex           | 3 483      | Jean Neury                |       | DVD   | Bernard Coder              |       | DVD   |
| Vétraz-Monthoux          | 7 781      | Michelle Amoudruz         |       | UMP   | Michelle Amoudruz          |       | UMP   |
| Ville-la-Grand           | 8 351      | Raymond Bardet            |       | DVD   | Raymond Bardet             |       | DVD   |
| Viry                     | 4 236      | Jean-Pierre Buet          |       | SE    | André Bonaventure          |       | DVD   |
| Viuz-en-Sallaz           | 4 001      | Serge Pittet              |       | DVD   | Serge Pittet               |       | DVD   |

## Résultats dans les communes de plus de3 000 habitants

### Allinges
- Maire sortant : Jean-Pierre Fillion (MoDem)
- 27 sièges à pourvoir au conseil municipal (population légale 2011 : 4 092 habitants)
- 10 sièges à pourvoir au conseil communautaire (CA Thonon Agglomération)

|                | François Deville | DVD            | 1 303 | 66,07  | 23 | 8 |  |  |
|                | Hubert Jordan    | DVG            | 669   | 33,92  | 4  | 2 |  |  |
|                |                  |                |       |        |    |   |  |  |
| Inscrits       | Inscrits         | Inscrits       | 3 276 | 100,00 |    |   |  |  |
| Abstentions    | Abstentions      | Abstentions    | 1 224 | 37,36  |    |   |  |  |
| Votants        | Votants          | Votants        | 2 052 | 62,64  |    |   |  |  |
| Blancs et nuls | Blancs et nuls   | Blancs et nuls | 80    | 3,90   |    |   |  |  |
| Exprimés       | Exprimés         | Exprimés       | 1 972 | 96,10  |    |   |  |  |

### Ambilly
- Maire sortant : Guillaume Mathelier (PS)
- 29 sièges à pourvoir au conseil municipal (population légale 2011 : 6 001 habitants)
- 4 sièges à pourvoir au conseil communautaire (CA Annemasse - Les Voirons Agglomération)

|                          | Guillaume Mathelier * | DVG            | 989   | 54,34  | 23 | 3 |  |  |
|                          | Alain Maillet         | DVD            | 831   | 45,65  | 6  | 1 |  |  |
|                          |                       |                |       |        |    |   |  |  |
| Inscrits                 | Inscrits              | Inscrits       | 3 970 | 100,00 |    |   |  |  |
| Abstentions              | Abstentions           | Abstentions    | 2 055 | 51,76  |    |   |  |  |
| Votants                  | Votants               | Votants        | 1 915 | 48,24  |    |   |  |  |
| Blancs et nuls           | Blancs et nuls        | Blancs et nuls | 95    | 4,96   |    |   |  |  |
| Exprimés                 | Exprimés              | Exprimés       | 1 820 | 95,04  |    |   |  |  |
| * Liste du maire sortant |                       |                |       |        |    |   |  |  |

### Annecy
- Maire sortant : Jean-Luc Rigaut (UDI)
- 45 sièges à pourvoir au conseil municipal (population légale 2011 : 51 012 habitants)
- 18 sièges à pourvoir au conseil communautaire (Communauté de l'agglomération d'Annecy)

| Tête de liste            | Tête de liste          | Liste          | Premier tour | Premier tour | Second tour | Second tour | Sièges | Sièges |
| Tête de liste            | Tête de liste          | Liste          | Voix         | %            | Voix        | %           | CM     | CC     |
| ------------------------ | ---------------------- | -------------- | ------------ | ------------ | ----------- | ----------- | ------ | ------ |
|                          | Jean-Luc Rigaut *      | UDI-UMP        | 6 594        | 40,26        | 7 331       | 45,10       | 33     | 14     |
|                          | Thomas Noël            | FN             | 2 645        | 16,15        | 2 863       | 17,61       | 4      | 1      |
|                          | Denis Duperthuy        | PS-PCF         | 2 337        | 14,27        | 4 182       | 25,73       | 6      | 2      |
|                          | François Astorg        | EELV           | 1 735        | 10,59        | 4 182       | 25,73       | 6      | 2      |
|                          | Alain Bexon            | DVD            | 1 805        | 11,02        | 1 877       | 11,54       | 2      | 1      |
|                          | Philippe Metral-boffod | NPA-PG         | 750          | 4,57         |             |             |        |        |
|                          | Gilles Ravache         | PCF            | 347          | 2,11         |             |             |        |        |
|                          | Jean-Paul Macé         | LO             | 164          | 1,00         |             |             |        |        |
|                          |                        |                |              |              |             |             |        |        |
| Inscrits                 | Inscrits               | Inscrits       | 33 556       | 100,00       | 33 556      | 100,00      |        |        |
| Abstentions              | Abstentions            | Abstentions    | 16 757       | 49,94        | 16 863      | 50,25       |        |        |
| Votants                  | Votants                | Votants        | 16 799       | 50,06        | 16 693      | 49,75       |        |        |
| Blancs et nuls           | Blancs et nuls         | Blancs et nuls | 422          | 2,51         | 440         | 2,64        |        |        |
| Exprimés                 | Exprimés               | Exprimés       | 16 377       | 97,49        | 16 253      | 97,36       |        |        |
| * Liste du maire sortant |                        |                |              |              |             |             |        |        |

### Annecy-le-Vieux
- Maire sortant : Bernard Accoyer (UMP)
- 35 sièges à pourvoir au conseil municipal (population légale 2011 : 20 012 habitants)
- 7 sièges à pourvoir au conseil communautaire (CA d'Annecy)

|                          | Bernard Accoyer *     | UMP-UDI        | 4 933  | 62,77  | 29 | 6 |  |  |
|                          | Jean-Jacques Pasquier | PS-EELV-MoDem  | 2 925  | 37,22  | 6  | 1 |  |  |
|                          |                       |                |        |        |    |   |  |  |
| Inscrits                 | Inscrits              | Inscrits       | 14 658 | 100,00 |    |   |  |  |
| Abstentions              | Abstentions           | Abstentions    | 6 305  | 43,01  |    |   |  |  |
| Votants                  | Votants               | Votants        | 8 353  | 56,99  |    |   |  |  |
| Blancs et nuls           | Blancs et nuls        | Blancs et nuls | 495    | 5,93   |    |   |  |  |
| Exprimés                 | Exprimés              | Exprimés       | 7 858  | 94,07  |    |   |  |  |
| * Liste du maire sortant |                       |                |        |        |    |   |  |  |

### Annemasse
- Maire sortant : Christian Dupessey (PS)
- 39 sièges à pourvoir au conseil municipal (population légale 2011 : 32 657 habitants)
- 18 sièges à pourvoir au conseil communautaire (CA Annemasse - Les Voirons Agglomération)

| Tête de liste            | Tête de liste        | Liste          | Premier tour | Premier tour | Second tour | Second tour | Sièges | Sièges |
| Tête de liste            | Tête de liste        | Liste          | Voix         | %            | Voix        | %           | CM     | CC     |
| ------------------------ | -------------------- | -------------- | ------------ | ------------ | ----------- | ----------- | ------ | ------ |
|                          | Christian Dupessey * | DVG            | 3 271        | 46,35        | 3 476       | 47,42       | 29     | 13     |
|                          | Louis Mermet         | UMP-UDI        | 2 602        | 36,87        | 2 893       | 39,47       | 8      | 4      |
|                          | Jean Capasso         | FN             | 1 184        | 16,77        | 960         | 13,09       | 2      | 1      |
|                          |                      |                |              |              |             |             |        |        |
| Inscrits                 | Inscrits             | Inscrits       | 16 641       | 100,00       | 16 641      | 100,00      |        |        |
| Abstentions              | Abstentions          | Abstentions    | 9 354        | 56,21        | 9 153       | 55,00       |        |        |
| Votants                  | Votants              | Votants        | 7 287        | 43,79        | 7 488       | 45,00       |        |        |
| Blancs et nuls           | Blancs et nuls       | Blancs et nuls | 230          | 3,16         | 159         | 2,12        |        |        |
| Exprimés                 | Exprimés             | Exprimés       | 7 057        | 96,84        | 7 329       | 97,88       |        |        |
| * Liste du maire sortant |                      |                |              |              |             |             |        |        |

### Bonneville
- Maire sortant : Martial Saddier (UMP)
- 33 sièges à pourvoir au conseil municipal (population légale 2011 : 12 201 habitants)
- 11 sièges à pourvoir au conseil communautaire (CC Faucigny - Glières)

|                          | Martial Saddier *          | UMP            | 2 607 | 70,61  | 29 | 10 |  |  |
|                          | Jean-Jacques Vinurel       | DVG            | 592   | 16,03  | 2  | 1  |  |  |
|                          | Anthony Lathuille-Nicollet | DVD            | 493   | 13,35  | 2  |    |  |  |
|                          |                            |                |       |        |    |    |  |  |
| Inscrits                 | Inscrits                   | Inscrits       | 7 495 | 100,00 |    |    |  |  |
| Abstentions              | Abstentions                | Abstentions    | 3 654 | 48,75  |    |    |  |  |
| Votants                  | Votants                    | Votants        | 3 841 | 51,25  |    |    |  |  |
| Blancs et nuls           | Blancs et nuls             | Blancs et nuls | 149   | 3,88   |    |    |  |  |
| Exprimés                 | Exprimés                   | Exprimés       | 3 692 | 96,12  |    |    |  |  |
| * Liste du maire sortant |                            |                |       |        |    |    |  |  |

### Bons-en-Chablais
- Maire sortant : Jean-Paul Roch (DVD)
- 27 sièges à pourvoir au conseil municipal (population légale 2011 : 4 946 habitants)
- 4 sièges à pourvoir au conseil communautaire (CA Thonon Agglomération)

| Tête de liste  | Tête de liste    | Liste          | Premier tour | Premier tour | Second tour | Second tour | Sièges | Sièges |
| Tête de liste  | Tête de liste    | Liste          | Voix         | %            | Voix        | %           | CM     | CC     |
| -------------- | ---------------- | -------------- | ------------ | ------------ | ----------- | ----------- | ------ | ------ |
|                | Patrice Bereziat | DVD            | 937          | 48,27        | 954         | 47,93       | 21     | 3      |
|                | Claude Vesselier | SE             | 726          | 37,40        | 813         | 40,85       | 5      | 1      |
|                | Daniel Cotton    | UDI            | 278          | 14,32        | 223         | 11,20       | 1      |        |
|                |                  |                |              |              |             |             |        |        |
| Inscrits       | Inscrits         | Inscrits       | 3 500        | 100,00       | 3 500       | 100,00      |        |        |
| Abstentions    | Abstentions      | Abstentions    | 1 485        | 42,43        | 1 461       | 41,74       |        |        |
| Votants        | Votants          | Votants        | 2 015        | 57,57        | 2 039       | 58,26       |        |        |
| Blancs et nuls | Blancs et nuls   | Blancs et nuls | 74           | 3,67         | 49          | 2,40        |        |        |
| Exprimés       | Exprimés         | Exprimés       | 1 941        | 96,33        | 1 990       | 97,60       |        |        |

### Chamonix-Mont-Blanc
- Maire sortant : Éric Fournier (UDI)
- 29 sièges à pourvoir au conseil municipal (population légale 2011 : 8 927 habitants)
- 16 sièges à pourvoir au conseil communautaire (CC de la Vallée de Chamonix-Mont-Blanc)

|                          | Éric Fournier *       | DVD            | 2 803 | 69,67  | 25 | 14 |  |  |
|                          | Xavier Chappaz        | DVD            | 1 032 | 25,65  | 4  | 2  |  |  |
|                          | Laurent Olivier Garde | FN             | 188   | 4,67   |    |    |  |  |
|                          |                       |                |       |        |    |    |  |  |
| Inscrits                 | Inscrits              | Inscrits       | 7 379 | 100,00 |    |    |  |  |
| Abstentions              | Abstentions           | Abstentions    | 3 200 | 43,37  |    |    |  |  |
| Votants                  | Votants               | Votants        | 4 179 | 56,63  |    |    |  |  |
| Blancs et nuls           | Blancs et nuls        | Blancs et nuls | 156   | 3,73   |    |    |  |  |
| Exprimés                 | Exprimés              | Exprimés       | 4 023 | 96,27  |    |    |  |  |
| * Liste du maire sortant |                       |                |       |        |    |    |  |  |

### Cluses
- Maire sortant : Jean-Claude Léger (UMP)
- 33 sièges à pourvoir au conseil municipal (population légale 2011 : 17 416 habitants)
- 12 sièges à pourvoir au conseil communautaire (CC Cluses-Arve et Montagnes)

| Tête de liste  | Tête de liste     | Liste          | Premier tour | Premier tour | Second tour | Second tour | Sièges | Sièges |
| Tête de liste  | Tête de liste     | Liste          | Voix         | %            | Voix        | %           | CM     | CC     |
| -------------- | ----------------- | -------------- | ------------ | ------------ | ----------- | ----------- | ------ | ------ |
|                | Dominique Martin  | FN             | 1 599        | 31,40        | 2 082       | 37,22       | 6      | 2      |
|                | Jean-Louis Mivel  | DVD            | 1 276        | 25,06        | 2 304       | 41,19       | 24     | 9      |
|                | Claude Hugard     | DVD            | 927          | 18,20        |             |             |        |        |
|                | Pierre Gallay     | DVD            | 698          | 13,71        | 724         | 12,94       | 2      | 1      |
|                | Gilles Fongeallaz | DVG            | 591          | 11,60        | 483         | 8,63        | 1      |        |
|                |                   |                |              |              |             |             |        |        |
| Inscrits       | Inscrits          | Inscrits       | 9 254        | 100,00       | 9 254       | 100,00      |        |        |
| Abstentions    | Abstentions       | Abstentions    | 4 056        | 43,83        | 3 534       | 38,19       |        |        |
| Votants        | Votants           | Votants        | 5 198        | 56,17        | 5 720       | 61,81       |        |        |
| Blancs et nuls | Blancs et nuls    | Blancs et nuls | 107          | 2,06         | 127         | 2,22        |        |        |
| Exprimés       | Exprimés          | Exprimés       | 5 091        | 97,94        | 5 593       | 97,78       |        |        |

### Collonges-sous-Salève
- Maire sortant : Pierre-Henri Thevenoz
- 27 sièges à pourvoir au conseil municipal (population légale 2011 : 3 777 habitants)
- 4 sièges à pourvoir au conseil communautaire (CC du Genevois)

| Tête de liste            | Tête de liste           | Liste          | Premier tour | Premier tour | Second tour | Second tour | Sièges | Sièges |
| Tête de liste            | Tête de liste           | Liste          | Voix         | %            | Voix        | %           | CM     | CC     |
| ------------------------ | ----------------------- | -------------- | ------------ | ------------ | ----------- | ----------- | ------ | ------ |
|                          | Georges Etallaz         | DVD            | 424          | 36,83        | 510         | 43,36       | 20     | 3      |
|                          | Thierry Humblot         | SE             | 390          | 33,88        | 385         | 32,73       | 4      | 1      |
|                          | Pierre-Henri Thevenoz * | DVD            | 337          | 29,27        | 281         | 23,89       | 3      |        |
|                          |                         |                |              |              |             |             |        |        |
| Inscrits                 | Inscrits                | Inscrits       | 2 062        | 100,00       | 2 062       | 100,00      |        |        |
| Abstentions              | Abstentions             | Abstentions    | 887          | 43,02        | 867         | 42,05       |        |        |
| Votants                  | Votants                 | Votants        | 1 175        | 56,98        | 1 195       | 57,95       |        |        |
| Blancs et nuls           | Blancs et nuls          | Blancs et nuls | 24           | 2,04         | 19          | 1,59        |        |        |
| Exprimés                 | Exprimés                | Exprimés       | 1 151        | 97,96        | 1 176       | 98,41       |        |        |
| * Liste du maire sortant |                         |                |              |              |             |             |        |        |

### Cran-Gevrier
- Maire sortant : Jean Boutry
- 33 sièges à pourvoir au conseil municipal (population légale 2011 : 17 358 habitants)
- 6 sièges à pourvoir au conseil communautaire (CA d'Annecy)

| Tête de liste            | Tête de liste   | Liste          | Premier tour | Premier tour | Second tour | Second tour | Sièges | Sièges |
| Tête de liste            | Tête de liste   | Liste          | Voix         | %            | Voix        | %           | CM     | CC     |
| ------------------------ | --------------- | -------------- | ------------ | ------------ | ----------- | ----------- | ------ | ------ |
|                          | Jean Boutry *   | PS-PCF-EELV    | 2 282        | 44,92        | 2 335       | 44,57       | 24     | 5      |
|                          | Vincent Pacoret | UDI-MoDem      | 1 927        | 37,93        | 2 255       | 43,05       | 7      | 1      |
|                          | Alain Fischer   | FN             | 871          | 17,14        | 648         | 12,37       | 2      |        |
|                          |                 |                |              |              |             |             |        |        |
| Inscrits                 | Inscrits        | Inscrits       | 10 065       | 100,00       | 10 066      | 100,00      |        |        |
| Abstentions              | Abstentions     | Abstentions    | 4 835        | 48,04        | 4 728       | 46,97       |        |        |
| Votants                  | Votants         | Votants        | 5 230        | 51,96        | 5 338       | 53,03       |        |        |
| Blancs et nuls           | Blancs et nuls  | Blancs et nuls | 150          | 2,87         | 100         | 1,87        |        |        |
| Exprimés                 | Exprimés        | Exprimés       | 5 080        | 97,13        | 5 238       | 98,13       |        |        |
| * Liste du maire sortant |                 |                |              |              |             |             |        |        |

### Cranves-Sales
- Maire sortant : Bernard Boccard
- 29 sièges à pourvoir au conseil municipal (population légale 2011 : 5 660 habitants)
- 4 sièges à pourvoir au conseil communautaire (CA Annemasse - Les Voirons Agglomération)

|                          | Bernard Boccard * | DVD            | 1 851 | 78,06  | 26 | 4 |  |  |
|                          | Frédérique Meynet | DVG            | 520   | 21,93  | 3  |   |  |  |
|                          |                   |                |       |        |    |   |  |  |
| Inscrits                 | Inscrits          | Inscrits       | 4 455 | 100,00 |    |   |  |  |
| Abstentions              | Abstentions       | Abstentions    | 1 999 | 44,87  |    |   |  |  |
| Votants                  | Votants           | Votants        | 2 456 | 55,13  |    |   |  |  |
| Blancs et nuls           | Blancs et nuls    | Blancs et nuls | 85    | 3,46   |    |   |  |  |
| Exprimés                 | Exprimés          | Exprimés       | 2 371 | 96,54  |    |   |  |  |
| * Liste du maire sortant |                   |                |       |        |    |   |  |  |

### Cruseilles
- Maire sortant : Christian Bunz
- 27 sièges à pourvoir au conseil municipal (population légale 2011 : 3 978 habitants)
- 9 sièges à pourvoir au conseil communautaire (CC du Pays de Cruseilles)

| Tête de liste            | Tête de liste    | Liste          | Premier tour | Premier tour | Second tour | Second tour | Sièges | Sièges |
| Tête de liste            | Tête de liste    | Liste          | Voix         | %            | Voix        | %           | CM     | CC     |
| ------------------------ | ---------------- | -------------- | ------------ | ------------ | ----------- | ----------- | ------ | ------ |
|                          | Daniel Bouchet   | DVD            | 697          | 38,70        | 834         | 43,73       | 20     | 7      |
|                          | Christian Bunz * | DVG            | 626          | 34,75        | 739         | 38,75       | 5      | 2      |
|                          | Sylvie Mermillod | DVD            | 478          | 26,54        | 334         | 17,51       | 2      |        |
|                          |                  |                |              |              |             |             |        |        |
| Inscrits                 | Inscrits         | Inscrits       | 2 853        | 100,00       | 2 853       | 100,00      |        |        |
| Abstentions              | Abstentions      | Abstentions    | 972          | 34,07        | 899         | 31,51       |        |        |
| Votants                  | Votants          | Votants        | 1 881        | 65,93        | 1 954       | 68,49       |        |        |
| Blancs et nuls           | Blancs et nuls   | Blancs et nuls | 80           | 4,25         | 47          | 2,41        |        |        |
| Exprimés                 | Exprimés         | Exprimés       | 1 801        | 95,75        | 1 907       | 97,59       |        |        |
| * Liste du maire sortant |                  |                |              |              |             |             |        |        |

### Doussard
- Maire sortant : Michèle Lutz
- 27 sièges à pourvoir au conseil municipal (population légale 2011 : 3 561 habitants)
- 6 sièges à pourvoir au conseil communautaire (CC des Sources du Lac d'Annecy)

|                          | Michèle Lutz *    | UMP-UDI        | 839   | 54,94  | 21 | 5 |  |  |
|                          | Marc Millet-Ursin | DVG            | 688   | 45,05  | 6  | 1 |  |  |
|                          |                   |                |       |        |    |   |  |  |
| Inscrits                 | Inscrits          | Inscrits       | 2 461 | 100,00 |    |   |  |  |
| Abstentions              | Abstentions       | Abstentions    | 870   | 35,35  |    |   |  |  |
| Votants                  | Votants           | Votants        | 1 591 | 64,65  |    |   |  |  |
| Blancs et nuls           | Blancs et nuls    | Blancs et nuls | 64    | 4,02   |    |   |  |  |
| Exprimés                 | Exprimés          | Exprimés       | 1 527 | 95,98  |    |   |  |  |
| * Liste du maire sortant |                   |                |       |        |    |   |  |  |

### Douvaine
- Maire sortant : Jean-François Baud
- 29 sièges à pourvoir au conseil municipal (population légale 2011 : 5 069 habitants)
- 4 sièges à pourvoir au conseil communautaire (CA Thonon Agglomération)

|                          | Jean-François Baud * | DVD            | 979   | 60,09  | 24 | 3 |  |  |
|                          | Olivier Barras       | DVD            | 650   | 39,90  | 5  | 1 |  |  |
|                          |                      |                |       |        |    |   |  |  |
| Inscrits                 | Inscrits             | Inscrits       | 3 146 | 100,00 |    |   |  |  |
| Abstentions              | Abstentions          | Abstentions    | 1 427 | 45,36  |    |   |  |  |
| Votants                  | Votants              | Votants        | 1 719 | 54,64  |    |   |  |  |
| Blancs et nuls           | Blancs et nuls       | Blancs et nuls | 90    | 5,24   |    |   |  |  |
| Exprimés                 | Exprimés             | Exprimés       | 1 629 | 94,76  |    |   |  |  |
| * Liste du maire sortant |                      |                |       |        |    |   |  |  |

### Épagny
- Maire sortant : Roland Daviet
- 27 sièges à pourvoir au conseil municipal (population légale 2011 : 3 984 habitants)
- 2 sièges à pourvoir au conseil communautaire (CA d'Annecy)

|                          | Roland Daviet * | DVD            | 1 285 | 100,00 | 27 | 2 |  |  |
|                          |                 |                |       |        |    |   |  |  |
| Inscrits                 | Inscrits        | Inscrits       | 2 746 | 100,00 |    |   |  |  |
| Abstentions              | Abstentions     | Abstentions    | 1 275 | 46,43  |    |   |  |  |
| Votants                  | Votants         | Votants        | 1 471 | 53,57  |    |   |  |  |
| Blancs et nuls           | Blancs et nuls  | Blancs et nuls | 186   | 12,64  |    |   |  |  |
| Exprimés                 | Exprimés        | Exprimés       | 1 285 | 87,36  |    |   |  |  |
| * Liste du maire sortant |                 |                |       |        |    |   |  |  |

### Évian-les-Bains
- Maire sortant : Marc Francina
- 29 sièges à pourvoir au conseil municipal (population légale 2011 : 8 408 habitants)
- 5 sièges à pourvoir au conseil communautaire (CC Pays d'Évian Vallée d'Abondance)

|                          | Marc Francina *   | UMP-UDI        | 1 686 | 52,88  | 23 | 4 |  |  |
|                          | Georges Caron     | DVG            | 939   | 29,45  | 4  | 1 |  |  |
|                          | Stéphane Arminjon | DVD            | 352   | 11,04  | 1  |   |  |  |
|                          | Alexis Lair       | UDI            | 211   | 6,61   | 1  |   |  |  |
|                          |                   |                |       |        |    |   |  |  |
| Inscrits                 | Inscrits          | Inscrits       | 5 752 | 100,00 |    |   |  |  |
| Abstentions              | Abstentions       | Abstentions    | 2 460 | 42,77  |    |   |  |  |
| Votants                  | Votants           | Votants        | 3 292 | 57,23  |    |   |  |  |
| Blancs et nuls           | Blancs et nuls    | Blancs et nuls | 104   | 3,16   |    |   |  |  |
| Exprimés                 | Exprimés          | Exprimés       | 3 188 | 96,84  |    |   |  |  |
| * Liste du maire sortant |                   |                |       |        |    |   |  |  |

### Faverges
- Maire sortant : Jean-Claude Tissot-Rosset
- 29 sièges à pourvoir au conseil municipal (population légale 2011 : 6 964 habitants)
- 11 sièges à pourvoir au conseil communautaire (CC du Pays de Faverges)

| Tête de liste  | Tête de liste    | Liste          | Premier tour | Premier tour | Second tour | Second tour | Sièges | Sièges |
| Tête de liste  | Tête de liste    | Liste          | Voix         | %            | Voix        | %           | CM     | CC     |
| -------------- | ---------------- | -------------- | ------------ | ------------ | ----------- | ----------- | ------ | ------ |
|                | Marcel Cattaneo  | DVD            | 1 218        | 42,55        | 1 230       | 43,00       | 21     | 8      |
|                | Patrick Duc      | DVD            | 877          | 30,64        | 930         | 32,51       | 5      | 2      |
|                | Jeannie Tremblay | DVG            | 767          | 26,79        | 700         | 24,47       | 3      | 1      |
|                |                  |                |              |              |             |             |        |        |
| Inscrits       | Inscrits         | Inscrits       | 4 778        | 100,00       | 4 779       | 100,00      |        |        |
| Abstentions    | Abstentions      | Abstentions    | 1 751        | 36,65        | 1 802       | 37,71       |        |        |
| Votants        | Votants          | Votants        | 3 027        | 63,35        | 2 977       | 62,29       |        |        |
| Blancs et nuls | Blancs et nuls   | Blancs et nuls | 165          | 5,45         | 117         | 3,93        |        |        |
| Exprimés       | Exprimés         | Exprimés       | 2 862        | 94,55        | 2 860       | 96,07       |        |        |

### Fillinges
- Maire sortant : Bruno Forel
- 23 sièges à pourvoir au conseil municipal (population légale 2011 : 3 216 habitants)
- 5 sièges à pourvoir au conseil communautaire (CC des Quatre Rivières)

|                          | Bruno Forel *          | UDI            | 1 157 | 70,76  | 20 | 5 |  |  |
|                          | Jean-François Duvernay | DVD            | 478   | 29,23  | 3  |   |  |  |
|                          |                        |                |       |        |    |   |  |  |
| Inscrits                 | Inscrits               | Inscrits       | 2 533 | 100,00 |    |   |  |  |
| Abstentions              | Abstentions            | Abstentions    | 846   | 33,40  |    |   |  |  |
| Votants                  | Votants                | Votants        | 1 687 | 66,60  |    |   |  |  |
| Blancs et nuls           | Blancs et nuls         | Blancs et nuls | 52    | 3,08   |    |   |  |  |
| Exprimés                 | Exprimés               | Exprimés       | 1 635 | 96,92  |    |   |  |  |
| * Liste du maire sortant |                        |                |       |        |    |   |  |  |

### Gaillard
- Maire sortant : Renée Magnin
- 33 sièges à pourvoir au conseil municipal (population légale 2011 : 11 290 habitants)
- 6 sièges à pourvoir au conseil communautaire (CA Annemasse - Les Voirons Agglomération)

|                | Jean-Paul Bosland | DVD            | 1 428 | 55,15  | 26 | 5 |  |  |
|                | Christophe Piguet | SE             | 1 161 | 44,84  | 7  | 1 |  |  |
|                |                   |                |       |        |    |   |  |  |
| Inscrits       | Inscrits          | Inscrits       | 6 118 | 100,00 |    |   |  |  |
| Abstentions    | Abstentions       | Abstentions    | 3 432 | 56,10  |    |   |  |  |
| Votants        | Votants           | Votants        | 2 686 | 43,90  |    |   |  |  |
| Blancs et nuls | Blancs et nuls    | Blancs et nuls | 97    | 3,61   |    |   |  |  |
| Exprimés       | Exprimés          | Exprimés       | 2 589 | 96,39  |    |   |  |  |

### Groisy
- Maire sortant : Henri Chaumontet
- 23 sièges à pourvoir au conseil municipal (population légale 2011 : 3 147 habitants)
- 4 sièges à pourvoir au conseil communautaire (CA Grand Annecy)

|                          | Henri Chaumontet * | DVD            | 1 016 | 100,00 | 23 | 4 |  |  |
|                          |                    |                |       |        |    |   |  |  |
| Inscrits                 | Inscrits           | Inscrits       | 2 469 | 100,00 |    |   |  |  |
| Abstentions              | Abstentions        | Abstentions    | 1 111 | 45,00  |    |   |  |  |
| Votants                  | Votants            | Votants        | 1 358 | 55,00  |    |   |  |  |
| Blancs et nuls           | Blancs et nuls     | Blancs et nuls | 342   | 25,18  |    |   |  |  |
| Exprimés                 | Exprimés           | Exprimés       | 1 016 | 74,82  |    |   |  |  |
| * Liste du maire sortant |                    |                |       |        |    |   |  |  |

### La Balme-de-Sillingy
- Maire sortant : François Daviet (SE)
- 29 sièges à pourvoir au conseil municipal (population légale 2011 : 5 029 habitants)
- 10 sièges à pourvoir au conseil communautaire (CC Fier et Usses)

|                          | François Daviet * | DVD            | 1 373 | 69,06  | 25 | 9 |  |  |
|                          | Patrice Davoine   | DVD            | 615   | 30,93  | 4  | 1 |  |  |
|                          |                   |                |       |        |    |   |  |  |
| Inscrits                 | Inscrits          | Inscrits       | 3 376 | 100,00 |    |   |  |  |
| Abstentions              | Abstentions       | Abstentions    | 1 269 | 37,59  |    |   |  |  |
| Votants                  | Votants           | Votants        | 2 107 | 62,41  |    |   |  |  |
| Blancs et nuls           | Blancs et nuls    | Blancs et nuls | 119   | 5,65   |    |   |  |  |
| Exprimés                 | Exprimés          | Exprimés       | 1 988 | 94,35  |    |   |  |  |
| * Liste du maire sortant |                   |                |       |        |    |   |  |  |

### La Roche-sur-Foron
- Maire sortant : Michel Thabuis
- 33 sièges à pourvoir au conseil municipal (population légale 2011 : 10 510 habitants)
- 14 sièges à pourvoir au conseil communautaire (CC du Pays Rochois)

| Tête de liste            | Tête de liste       | Liste          | Premier tour | Premier tour | Second tour | Second tour | Sièges | Sièges |
| Tête de liste            | Tête de liste       | Liste          | Voix         | %            | Voix        | %           | CM     | CC     |
| ------------------------ | ------------------- | -------------- | ------------ | ------------ | ----------- | ----------- | ------ | ------ |
|                          | Guy Flammier        | DVD            | 1 816        | 44,88        | 1 853       | 45,20       | 24     | 10     |
|                          | Michel Thabuis *    | DVD            | 1 519        | 37,54        | 1 748       | 42,64       | 7      | 3      |
|                          | Jean-Claude Georget | PS-PCF-EELV    | 711          | 17,57        | 498         | 12,14       | 2      | 1      |
|                          |                     |                |              |              |             |             |        |        |
| Inscrits                 | Inscrits            | Inscrits       | 6 509        | 100,00       | 6 509       | 100,00      |        |        |
| Abstentions              | Abstentions         | Abstentions    | 2 329        | 35,78        | 2 308       | 35,46       |        |        |
| Votants                  | Votants             | Votants        | 4 180        | 64,22        | 4 201       | 64,54       |        |        |
| Blancs et nuls           | Blancs et nuls      | Blancs et nuls | 134          | 3,21         | 102         | 2,43        |        |        |
| Exprimés                 | Exprimés            | Exprimés       | 4 046        | 96,79        | 4 099       | 97,57       |        |        |
| * Liste du maire sortant |                     |                |              |              |             |             |        |        |

### Magland
- Maire sortant : René Pouchot
- 23 sièges à pourvoir au conseil municipal (population légale 2011 : 3 174 habitants)
- 4 sièges à pourvoir au conseil communautaire (CC Cluses-Arve et Montagnes)

|                          | René Pouchot * | DVD            | 807   | 100,00 | 23 | 4 |  |  |
|                          |                |                |       |        |    |   |  |  |
| Inscrits                 | Inscrits       | Inscrits       | 2 162 | 100,00 |    |   |  |  |
| Abstentions              | Abstentions    | Abstentions    | 1 129 | 52,22  |    |   |  |  |
| Votants                  | Votants        | Votants        | 1 033 | 47,78  |    |   |  |  |
| Blancs et nuls           | Blancs et nuls | Blancs et nuls | 226   | 21,88  |    |   |  |  |
| Exprimés                 | Exprimés       | Exprimés       | 807   | 78,12  |    |   |  |  |
| * Liste du maire sortant |                |                |       |        |    |   |  |  |

### Marignier
- Maire sortant : Raymond Mudry
- 29 sièges à pourvoir au conseil municipal (population légale 2011 : 6 228 habitants)
- 7 sièges à pourvoir au conseil communautaire (CC Faucigny - Glières)

|                | Bertrand Mauris-Demourioux | UMP            | 1 528 | 53,42  | 23 | 6 |  |  |
|                | Lilian Rubin-Delanchy      | DVD            | 1 332 | 46,57  | 6  | 1 |  |  |
|                |                            |                |       |        |    |   |  |  |
| Inscrits       | Inscrits                   | Inscrits       | 4 384 | 100,00 |    |   |  |  |
| Abstentions    | Abstentions                | Abstentions    | 1 455 | 33,19  |    |   |  |  |
| Votants        | Votants                    | Votants        | 2 929 | 66,81  |    |   |  |  |
| Blancs et nuls | Blancs et nuls             | Blancs et nuls | 69    | 2,36   |    |   |  |  |
| Exprimés       | Exprimés                   | Exprimés       | 2 860 | 97,64  |    |   |  |  |

### Marnaz
- Maire sortant : Loïc Hervé
- 29 sièges à pourvoir au conseil municipal (population légale 2011 : 5 129 habitants)
- 5 sièges à pourvoir au conseil communautaire (CC Cluses-Arve et Montagnes)

|                          | Loïc Hervé *   | UMP-UDI        | 1 212 | 100,00 | 29 | 5 |  |  |
|                          |                |                |       |        |    |   |  |  |
| Inscrits                 | Inscrits       | Inscrits       | 3 063 | 100,00 |    |   |  |  |
| Abstentions              | Abstentions    | Abstentions    | 1 623 | 52,99  |    |   |  |  |
| Votants                  | Votants        | Votants        | 1 440 | 47,01  |    |   |  |  |
| Blancs et nuls           | Blancs et nuls | Blancs et nuls | 228   | 15,83  |    |   |  |  |
| Exprimés                 | Exprimés       | Exprimés       | 1 212 | 84,17  |    |   |  |  |
| * Liste du maire sortant |                |                |       |        |    |   |  |  |

### Megève
- Maire sortant : Sylviane Grosset-Janin
- 27 sièges à pourvoir au conseil municipal (population légale 2011 : 3 516 habitants)
- 6 sièges à pourvoir au conseil communautaire (CC Pays du Mont-Blanc)

| Tête de liste            | Tête de liste             | Liste          | Premier tour | Premier tour | Second tour | Second tour | Sièges | Sièges |
| Tête de liste            | Tête de liste             | Liste          | Voix         | %            | Voix        | %           | CM     | CC     |
| ------------------------ | ------------------------- | -------------- | ------------ | ------------ | ----------- | ----------- | ------ | ------ |
|                          | Catherine Jullien-Brèches | DVD            | 879          | 37,16        | 1 135       | 44,91       | 20     | 5      |
|                          | Sylviane Grosset-Janin *  | UMP-UDI        | 821          | 34,71        | 908         | 35,93       | 5      | 1      |
|                          | Denis Worms               | DVD            | 665          | 28,11        | 484         | 19,15       | 2      |        |
|                          |                           |                |              |              |             |             |        |        |
| Inscrits                 | Inscrits                  | Inscrits       | 3 596        | 100,00       | 3 596       | 100,00      |        |        |
| Abstentions              | Abstentions               | Abstentions    | 1 161        | 32,29        | 1 020       | 28,36       |        |        |
| Votants                  | Votants                   | Votants        | 2 435        | 67,71        | 2 576       | 71,64       |        |        |
| Blancs et nuls           | Blancs et nuls            | Blancs et nuls | 70           | 2,87         | 49          | 1,90        |        |        |
| Exprimés                 | Exprimés                  | Exprimés       | 2 365        | 97,13        | 2 527       | 98,10       |        |        |
| * Liste du maire sortant |                           |                |              |              |             |             |        |        |

### Meythet
- Maire sortant : Sylvie Gillet de Thorey
- 29 sièges à pourvoir au conseil municipal (population légale 2011 : 8 367 habitants)
- 3 sièges à pourvoir au conseil communautaire (CA d'Annecy)

| Tête de liste  | Tête de liste        | Liste          | Premier tour | Premier tour | Second tour | Second tour | Sièges | Sièges |
| Tête de liste  | Tête de liste        | Liste          | Voix         | %            | Voix        | %           | CM     | CC     |
| -------------- | -------------------- | -------------- | ------------ | ------------ | ----------- | ----------- | ------ | ------ |
|                | Christiane Laydevant | DVG            | 1 192        | 40,61        | 1 460       | 51,59       | 22     | 2      |
|                | Jean-Louis Toé       | UMP-UDI        | 974          | 33,18        | 1 370       | 48,40       | 7      | 1      |
|                | Christian Jeantet    | DVG            | 769          | 26,20        |             |             |        |        |
|                |                      |                |              |              |             |             |        |        |
| Inscrits       | Inscrits             | Inscrits       | 5 659        | 100,00       | 5 659       | 100,00      |        |        |
| Abstentions    | Abstentions          | Abstentions    | 2 596        | 45,87        | 2 691       | 47,55       |        |        |
| Votants        | Votants              | Votants        | 3 063        | 54,13        | 2 968       | 52,45       |        |        |
| Blancs et nuls | Blancs et nuls       | Blancs et nuls | 128          | 4,18         | 138         | 4,65        |        |        |
| Exprimés       | Exprimés             | Exprimés       | 2 935        | 95,82        | 2 830       | 95,35       |        |        |

### Passy
- Maire sortant : Gilles Petit-Jean Genaz
- 33 sièges à pourvoir au conseil municipal (population légale 2011 : 11 506 habitants)
- 7 sièges à pourvoir au conseil communautaire (CC Pays du Mont-Blanc)

| Tête de liste  | Tête de liste       | Liste          | Premier tour | Premier tour | Second tour | Second tour | Sièges | Sièges |
| Tête de liste  | Tête de liste       | Liste          | Voix         | %            | Voix        | %           | CM     | CC     |
| -------------- | ------------------- | -------------- | ------------ | ------------ | ----------- | ----------- | ------ | ------ |
|                | Patrick Kollibay    | DVD            | 1 046        | 23,40        | 1 330       | 29,56       | 22     | 5      |
|                | Anne-Marie Berlioux | DVG            | 743          | 16,62        | 1 264       | 28,09       | 4      | 1      |
|                | Guy Sansano         | DVD            | 722          | 16,15        | 841         | 18,69       | 3      | 1      |
|                | Michel Duby         | DVG            | 668          | 14,94        | 553         | 12,29       | 2      |        |
|                | Laurent Nardi       | DVG            | 667          | 14,92        | 511         | 11,35       | 2      |        |
|                | Philippe Beghein    | DVD            | 623          | 13,94        |             |             |        |        |
|                |                     |                |              |              |             |             |        |        |
| Inscrits       | Inscrits            | Inscrits       | 8 107        | 100,00       | 8 107       | 100,00      |        |        |
| Abstentions    | Abstentions         | Abstentions    | 3 413        | 42,10        | 3 416       | 42,14       |        |        |
| Votants        | Votants             | Votants        | 4 694        | 57,90        | 4 691       | 57,86       |        |        |
| Blancs et nuls | Blancs et nuls      | Blancs et nuls | 225          | 4,79         | 192         | 4,09        |        |        |
| Exprimés       | Exprimés            | Exprimés       | 4 469        | 95,21        | 4 499       | 95,91       |        |        |

### Poisy
- Maire sortant : Pierre Bruyère
- 29 sièges à pourvoir au conseil municipal (population légale 2011 : 6 851 habitants)
- 3 sièges à pourvoir au conseil communautaire (CA Grand Annecy)

|                          | Pierre Bruyère * | DVD            | 1 901 | 100,00 | 29 | 3 |  |  |
|                          |                  |                |       |        |    |   |  |  |
| Inscrits                 | Inscrits         | Inscrits       | 4 893 | 100,00 |    |   |  |  |
| Abstentions              | Abstentions      | Abstentions    | 2 427 | 49,60  |    |   |  |  |
| Votants                  | Votants          | Votants        | 2 466 | 50,40  |    |   |  |  |
| Blancs et nuls           | Blancs et nuls   | Blancs et nuls | 565   | 22,91  |    |   |  |  |
| Exprimés                 | Exprimés         | Exprimés       | 1 901 | 77,09  |    |   |  |  |
| * Liste du maire sortant |                  |                |       |        |    |   |  |  |

### Pringy
- Maire sortant : Jean-François Piccone
- 27 sièges à pourvoir au conseil municipal (population légale 2011 : 4 031 habitants)
- 2 sièges à pourvoir au conseil communautaire (CA d'Annecy)

|                          | Jean-François Piccone * | DVD            | 1 106 | 61,13  | 22 | 2 |  |  |
|                          | Michel Goisset          | DVD            | 703   | 38,86  | 5  |   |  |  |
|                          |                         |                |       |        |    |   |  |  |
| Inscrits                 | Inscrits                | Inscrits       | 2 963 | 100,00 |    |   |  |  |
| Abstentions              | Abstentions             | Abstentions    | 1 091 | 36,82  |    |   |  |  |
| Votants                  | Votants                 | Votants        | 1 872 | 63,18  |    |   |  |  |
| Blancs et nuls           | Blancs et nuls          | Blancs et nuls | 63    | 3,37   |    |   |  |  |
| Exprimés                 | Exprimés                | Exprimés       | 1 809 | 96,63  |    |   |  |  |
| * Liste du maire sortant |                         |                |       |        |    |   |  |  |

### Publier
- Maire sortant : Gaston Lacroix
- 29 sièges à pourvoir au conseil municipal (population légale 2011 : 6 288 habitants)
- 4 sièges à pourvoir au conseil communautaire (CC Pays d'Évian Vallée d'Abondance)

|                          | Gaston Lacroix * | DVG            | 1 399 | 50,14  | 22 | 3 |  |  |
|                          | Michel Grobel    | UMP            | 998   | 35,77  | 5  | 1 |  |  |
|                          | Georges Rudyk    | DVD            | 393   | 14,08  | 2  |   |  |  |
|                          |                  |                |       |        |    |   |  |  |
| Inscrits                 | Inscrits         | Inscrits       | 4 671 | 100,00 |    |   |  |  |
| Abstentions              | Abstentions      | Abstentions    | 1 778 | 38,06  |    |   |  |  |
| Votants                  | Votants          | Votants        | 2 893 | 61,94  |    |   |  |  |
| Blancs et nuls           | Blancs et nuls   | Blancs et nuls | 103   | 3,56   |    |   |  |  |
| Exprimés                 | Exprimés         | Exprimés       | 2 790 | 96,44  |    |   |  |  |
| * Liste du maire sortant |                  |                |       |        |    |   |  |  |

### Reignier-Ésery
- Maire sortant : Jean-François Ciclet
- 29 sièges à pourvoir au conseil municipal (population légale 2011 : 7 008 habitants)
- 12 sièges à pourvoir au conseil communautaire (CC Arve et Salève)

|                          | Jean-François Ciclet * | UDI            | 1 575 | 52,97  | 22 | 9 |  |  |
|                          | Olivier Venturini      | DVD            | 1 398 | 47,02  | 7  | 3 |  |  |
|                          |                        |                |       |        |    |   |  |  |
| Inscrits                 | Inscrits               | Inscrits       | 4 879 | 100,00 |    |   |  |  |
| Abstentions              | Abstentions            | Abstentions    | 1 810 | 37,10  |    |   |  |  |
| Votants                  | Votants                | Votants        | 3 069 | 62,90  |    |   |  |  |
| Blancs et nuls           | Blancs et nuls         | Blancs et nuls | 96    | 3,13   |    |   |  |  |
| Exprimés                 | Exprimés               | Exprimés       | 2 973 | 96,87  |    |   |  |  |
| * Liste du maire sortant |                        |                |       |        |    |   |  |  |

### Rumilly
- Maire sortant : Pierre Bechet
- 33 sièges à pourvoir au conseil municipal (population légale 2011 : 13 667 habitants)
- 18 sièges à pourvoir au conseil communautaire (CC Rumilly Terre de Savoie)

|                          | Pierre Bechet * | UMP-UDI        | 2 250 | 50,91  | 26 | 14 |  |  |
|                          | Jacques Morisot | SE             | 905   | 20,47  | 3  | 2  |  |  |
|                          | Michel Brunet   | PS-PCF-EELV    | 671   | 15,18  | 2  | 1  |  |  |
|                          | Thierry Forlin  | DVG            | 593   | 13,41  | 2  | 1  |  |  |
|                          |                 |                |       |        |    |    |  |  |
| Inscrits                 | Inscrits        | Inscrits       | 8 664 | 100,00 |    |    |  |  |
| Abstentions              | Abstentions     | Abstentions    | 4 036 | 46,58  |    |    |  |  |
| Votants                  | Votants         | Votants        | 4 628 | 53,42  |    |    |  |  |
| Blancs et nuls           | Blancs et nuls  | Blancs et nuls | 209   | 4,52   |    |    |  |  |
| Exprimés                 | Exprimés        | Exprimés       | 4 419 | 95,48  |    |    |  |  |
| * Liste du maire sortant |                 |                |       |        |    |    |  |  |

### Saint-Cergues
- Maire sortant : Gabriel Doublet
- 23 sièges à pourvoir au conseil municipal (population légale 2011 : 3 232 habitants)
- 3 sièges à pourvoir au conseil communautaire (CA Annemasse - Les Voirons Agglomération)

|                          | Gabriel Doublet * | DVD            | 845   | 100,00 | 23 | 3 |  |  |
|                          |                   |                |       |        |    |   |  |  |
| Inscrits                 | Inscrits          | Inscrits       | 2 395 | 100,00 |    |   |  |  |
| Abstentions              | Abstentions       | Abstentions    | 1 375 | 57,41  |    |   |  |  |
| Votants                  | Votants           | Votants        | 1 020 | 42,59  |    |   |  |  |
| Blancs et nuls           | Blancs et nuls    | Blancs et nuls | 175   | 17,16  |    |   |  |  |
| Exprimés                 | Exprimés          | Exprimés       | 845   | 82,84  |    |   |  |  |
| * Liste du maire sortant |                   |                |       |        |    |   |  |  |

### Saint-Gervais-les-Bains
- Maire sortant : Jean-Marc Peillex
- 29 sièges à pourvoir au conseil municipal (population légale 2011 : 5 646 habitants)
- 6 sièges à pourvoir au conseil communautaire (CC Pays du Mont-Blanc)

|                          | Jean-Marc Peillex *   | DVD            | 2 311 | 78,73  | 26 | 6 |  |  |
|                          | Laurent Duffoug-favre | DVD            | 624   | 21,26  | 3  |   |  |  |
|                          |                       |                |       |        |    |   |  |  |
| Inscrits                 | Inscrits              | Inscrits       | 4 663 | 100,00 |    |   |  |  |
| Abstentions              | Abstentions           | Abstentions    | 1 649 | 35,36  |    |   |  |  |
| Votants                  | Votants               | Votants        | 3 014 | 64,64  |    |   |  |  |
| Blancs et nuls           | Blancs et nuls        | Blancs et nuls | 79    | 2,62   |    |   |  |  |
| Exprimés                 | Exprimés              | Exprimés       | 2 935 | 97,38  |    |   |  |  |
| * Liste du maire sortant |                       |                |       |        |    |   |  |  |

### Saint-Jeoire
- Maire sortant : Gilles Perret
- 23 sièges à pourvoir au conseil municipal (population légale 2011 : 3 211 habitants)
- 5 sièges à pourvoir au conseil communautaire (CC des Quatre Rivières)

|                | Nelly Noël-Sandrin | DVD            | 673   | 53,24  | 18 | 4 |  |  |
|                | Stéphane Chambon   | DVD            | 591   | 46,75  | 5  | 1 |  |  |
|                |                    |                |       |        |    |   |  |  |
| Inscrits       | Inscrits           | Inscrits       | 2 250 | 100,00 |    |   |  |  |
| Abstentions    | Abstentions        | Abstentions    | 920   | 40,89  |    |   |  |  |
| Votants        | Votants            | Votants        | 1 330 | 59,11  |    |   |  |  |
| Blancs et nuls | Blancs et nuls     | Blancs et nuls | 66    | 4,96   |    |   |  |  |
| Exprimés       | Exprimés           | Exprimés       | 1 264 | 95,04  |    |   |  |  |

### Saint-Jorioz
- Maire sortant : Michel Beal
- 29 sièges à pourvoir au conseil municipal (population légale 2011 : 5 738 habitants)
- 9 sièges à pourvoir au conseil communautaire (CA Grand Annecy)

|                          | Michel Beal *     | DVD            | 2 361 | 84,26  | 27 | 9 |  |  |
|                          | Vincent Lecaillon | FN             | 441   | 15,73  | 2  |   |  |  |
|                          |                   |                |       |        |    |   |  |  |
| Inscrits                 | Inscrits          | Inscrits       | 5 009 | 100,00 |    |   |  |  |
| Abstentions              | Abstentions       | Abstentions    | 1 993 | 39,79  |    |   |  |  |
| Votants                  | Votants           | Votants        | 3 016 | 60,21  |    |   |  |  |
| Blancs et nuls           | Blancs et nuls    | Blancs et nuls | 214   | 7,10   |    |   |  |  |
| Exprimés                 | Exprimés          | Exprimés       | 2 802 | 92,90  |    |   |  |  |
| * Liste du maire sortant |                   |                |       |        |    |   |  |  |

### Saint-Julien-en-Genevois
- Maire sortant : Jean-Michel Thénard (PS)
- 33 sièges à pourvoir au conseil municipal (population légale 2011 : 11 954 habitants)
- 15 sièges à pourvoir au conseil communautaire (CC du Genevois)

| Tête de liste  | Tête de liste     | Liste          | Premier tour | Premier tour | Second tour | Second tour | Sièges | Sièges |
| Tête de liste  | Tête de liste     | Liste          | Voix         | %            | Voix        | %           | CM     | CC     |
| -------------- | ----------------- | -------------- | ------------ | ------------ | ----------- | ----------- | ------ | ------ |
|                | Antoine Vielliard | UDI-MoDem      | 1 689        | 46,28        | 1 821       | 49,61       | 25     | 11     |
|                | Pierre Brunet     | UMP            | 987          | 27,04        | 918         | 25,01       | 4      | 2      |
|                | Michel De Smedt   | DVG            | 973          | 26,66        | 931         | 25,36       | 4      | 2      |
|                |                   |                |              |              |             |             |        |        |
| Inscrits       | Inscrits          | Inscrits       | 7 120        | 100,00       | 7 122       | 100,00      |        |        |
| Abstentions    | Abstentions       | Abstentions    | 3 362        | 47,22        | 3 367       | 47,28       |        |        |
| Votants        | Votants           | Votants        | 3 758        | 52,78        | 3 755       | 52,72       |        |        |
| Blancs et nuls | Blancs et nuls    | Blancs et nuls | 109          | 2,90         | 85          | 2,26        |        |        |
| Exprimés       | Exprimés          | Exprimés       | 3 649        | 97,10        | 3 670       | 97,74       |        |        |

### Saint-Pierre-en-Faucigny
- Maire sortant : Marin Gaillard
- 29 sièges à pourvoir au conseil municipal (population légale 2011 : 5 884 habitants)
- 7 sièges à pourvoir au conseil communautaire (CC du Pays Rochois)

|                          | Marin Gaillard * | DVD            | 1 800 | 100,00 | 29 | 7 |  |  |
|                          |                  |                |       |        |    |   |  |  |
| Inscrits                 | Inscrits         | Inscrits       | 3 919 | 100,00 |    |   |  |  |
| Abstentions              | Abstentions      | Abstentions    | 1 856 | 47,36  |    |   |  |  |
| Votants                  | Votants          | Votants        | 2 063 | 52,64  |    |   |  |  |
| Blancs et nuls           | Blancs et nuls   | Blancs et nuls | 263   | 12,75  |    |   |  |  |
| Exprimés                 | Exprimés         | Exprimés       | 1 800 | 87,25  |    |   |  |  |
| * Liste du maire sortant |                  |                |       |        |    |   |  |  |

### Sallanches
- Maire sortant : Georges Morand (UMP)
- 33 sièges à pourvoir au conseil municipal (population légale 2011 : 15 683 habitants)
- 10 sièges à pourvoir au conseil communautaire (CC Pays du Mont-Blanc)

|                          | Georges Morand *           | UMP            | 3 504  | 54,88  | 26 | 8 |  |  |
|                          | Anne-Chantal Grevy-pigelet | DVD            | 1 542  | 24,15  | 4  | 1 |  |  |
|                          | Marie-Pierre Gourichon     | DVG            | 1 338  | 20,95  | 3  | 1 |  |  |
|                          |                            |                |        |        |    |   |  |  |
| Inscrits                 | Inscrits                   | Inscrits       | 11 588 | 100,00 |    |   |  |  |
| Abstentions              | Abstentions                | Abstentions    | 4 986  | 43,03  |    |   |  |  |
| Votants                  | Votants                    | Votants        | 6 602  | 56,97  |    |   |  |  |
| Blancs et nuls           | Blancs et nuls             | Blancs et nuls | 218    | 3,30   |    |   |  |  |
| Exprimés                 | Exprimés                   | Exprimés       | 6 384  | 96,70  |    |   |  |  |
| * Liste du maire sortant |                            |                |        |        |    |   |  |  |

### Sciez
- Maire sortant : Jean-Luc Bidal
- 29 sièges à pourvoir au conseil municipal (population légale 2011 : 5 367 habitants)
- 4 sièges à pourvoir au conseil communautaire (CA Thonon Agglomération)

|                          | Jean-Luc Bidal * | UMP            | 1 229 | 60,36  | 24 | 3 |  |  |
|                          | Bernard Huvenne  | DVD            | 807   | 39,63  | 5  | 1 |  |  |
|                          |                  |                |       |        |    |   |  |  |
| Inscrits                 | Inscrits         | Inscrits       | 4 051 | 100,00 |    |   |  |  |
| Abstentions              | Abstentions      | Abstentions    | 1 936 | 47,79  |    |   |  |  |
| Votants                  | Votants          | Votants        | 2 115 | 52,21  |    |   |  |  |
| Blancs et nuls           | Blancs et nuls   | Blancs et nuls | 79    | 3,74   |    |   |  |  |
| Exprimés                 | Exprimés         | Exprimés       | 2 036 | 96,26  |    |   |  |  |
| * Liste du maire sortant |                  |                |       |        |    |   |  |  |

### Scionzier
- Maire sortant : Maurice Gradel
- 29 sièges à pourvoir au conseil municipal (population légale 2011 : 7 503 habitants)
- 6 sièges à pourvoir au conseil communautaire (CC Cluses-Arve et Montagnes)

|                          | Maurice Gradel * | DVD            | 1 782 | 100,00 | 29 | 6 |  |  |
|                          |                  |                |       |        |    |   |  |  |
| Inscrits                 | Inscrits         | Inscrits       | 4 428 | 100,00 |    |   |  |  |
| Abstentions              | Abstentions      | Abstentions    | 2 399 | 54,18  |    |   |  |  |
| Votants                  | Votants          | Votants        | 2 029 | 45,82  |    |   |  |  |
| Blancs et nuls           | Blancs et nuls   | Blancs et nuls | 247   | 12,17  |    |   |  |  |
| Exprimés                 | Exprimés         | Exprimés       | 1 782 | 87,83  |    |   |  |  |
| * Liste du maire sortant |                  |                |       |        |    |   |  |  |

### Sevrier
- Maire sortant : Jacques Rey
- 27 sièges à pourvoir au conseil municipal (population légale 2011 : 4 005 habitants)
- 6 sièges à pourvoir au conseil communautaire (CA Grand Annecy)

|                          | Jacques Rey *           | UDI            | 1 075 | 53,27  | 21 | 5 |  |  |
|                          | Valérie Bonnefoy-vernay | DVD            | 670   | 33,20  | 4  | 1 |  |  |
|                          | Claude Mauriange        | DVD            | 273   | 13,52  | 2  |   |  |  |
|                          |                         |                |       |        |    |   |  |  |
| Inscrits                 | Inscrits                | Inscrits       | 3 211 | 100,00 |    |   |  |  |
| Abstentions              | Abstentions             | Abstentions    | 1 114 | 34,69  |    |   |  |  |
| Votants                  | Votants                 | Votants        | 2 097 | 65,31  |    |   |  |  |
| Blancs et nuls           | Blancs et nuls          | Blancs et nuls | 79    | 3,77   |    |   |  |  |
| Exprimés                 | Exprimés                | Exprimés       | 2 018 | 96,23  |    |   |  |  |
| * Liste du maire sortant |                         |                |       |        |    |   |  |  |

### Seynod
- Maire sortant : Françoise Camusso
- 33 sièges à pourvoir au conseil municipal (population légale 2011 : 18 646 habitants)
- 7 sièges à pourvoir au conseil communautaire (CA d'Annecy)

| Tête de liste            | Tête de liste       | Liste          | Premier tour | Premier tour | Second tour | Second tour | Sièges | Sièges |
| Tête de liste            | Tête de liste       | Liste          | Voix         | %            | Voix        | %           | CM     | CC     |
| ------------------------ | ------------------- | -------------- | ------------ | ------------ | ----------- | ----------- | ------ | ------ |
|                          | Françoise Camusso * | UMP-UDI        | 2 622        | 34,57        | 2 727       | 35,00       | 23     | 6      |
|                          | Philippe Chamosset  | DVD            | 1 949        | 25,69        | 2 412       | 31,84       | 6      | 1      |
|                          | Olivier Burlats     | FN             | 1 070        | 14,10        | 873         | 11,52       | 2      |        |
|                          | Laurent Viotto      | MoDem          | 1 034        | 13,63        | 785         | 10,36       | 1      |        |
|                          | Ghislain La Spisa   | PS             | 909          | 11,98        | 778         | 10,27       | 1      |        |
|                          |                     |                |              |              |             |             |        |        |
| Inscrits                 | Inscrits            | Inscrits       | 13 305       | 100,00       | 13 305      | 100,00      |        |        |
| Abstentions              | Abstentions         | Abstentions    | 5 576        | 41,91        | 5 614       | 42,19       |        |        |
| Votants                  | Votants             | Votants        | 7 729        | 58,09        | 7 691       | 57,81       |        |        |
| Blancs et nuls           | Blancs et nuls      | Blancs et nuls | 145          | 1,88         | 116         | 1,51        |        |        |
| Exprimés                 | Exprimés            | Exprimés       | 7 584        | 98,12        | 7 575       | 98,49       |        |        |
| * Liste du maire sortant |                     |                |              |              |             |             |        |        |

### Sillingy
- Maire sortant : Olivier Tocqueville
- 27 sièges à pourvoir au conseil municipal (population légale 2011 : 4 588 habitants)
- 9 sièges à pourvoir au conseil communautaire (CC Fier et Usses)

|                | Yvan Sonnerat           | DVD            | 1 026 | 52,61  | 21 | 8 |  |  |
|                | François-Éric Carbonnel | DVD            | 665   | 34,10  | 5  | 1 |  |  |
|                | François Encrenaz       | FN             | 259   | 13,28  | 1  |   |  |  |
|                |                         |                |       |        |    |   |  |  |
| Inscrits       | Inscrits                | Inscrits       | 2 913 | 100,00 |    |   |  |  |
| Abstentions    | Abstentions             | Abstentions    | 910   | 31,24  |    |   |  |  |
| Votants        | Votants                 | Votants        | 2 003 | 68,76  |    |   |  |  |
| Blancs et nuls | Blancs et nuls          | Blancs et nuls | 53    | 2,65   |    |   |  |  |
| Exprimés       | Exprimés                | Exprimés       | 1 950 | 97,35  |    |   |  |  |

### Taninges
- Maire sortant : Yves Laurat
- 23 sièges à pourvoir au conseil municipal (population légale 2011 : 3 381 habitants)
- 5 sièges à pourvoir au conseil communautaire (CC des Montagnes du Giffre)

| Tête de liste            | Tête de liste        | Liste          | Premier tour | Premier tour | Second tour | Second tour | Sièges | Sièges |
| Tête de liste            | Tête de liste        | Liste          | Voix         | %            | Voix        | %           | CM     | CC     |
| ------------------------ | -------------------- | -------------- | ------------ | ------------ | ----------- | ----------- | ------ | ------ |
|                          | Sébastien Montessuit | DVD            | 710          | 39,29        | 867         | 44,89       | 5      | 1      |
|                          | Yves Laurat *        | DVG            | 663          | 36,69        | 869         | 45,00       | 18     | 4      |
|                          | Jules Curtil         | SE             | 231          | 12,78        | 106         | 5,48        |        |        |
|                          | Cédric Grevaz        | FN             | 203          | 11,23        | 89          | 4,60        |        |        |
|                          |                      |                |              |              |             |             |        |        |
| Inscrits                 | Inscrits             | Inscrits       | 2 541        | 100,00       | 2 541       | 100,00      |        |        |
| Abstentions              | Abstentions          | Abstentions    | 685          | 26,96        | 583         | 22,94       |        |        |
| Votants                  | Votants              | Votants        | 1 856        | 73,04        | 1 958       | 77,06       |        |        |
| Blancs et nuls           | Blancs et nuls       | Blancs et nuls | 49           | 2,64         | 27          | 1,38        |        |        |
| Exprimés                 | Exprimés             | Exprimés       | 1 807        | 97,36        | 1 931       | 98,62       |        |        |
| * Liste du maire sortant |                      |                |              |              |             |             |        |        |

### Thônes
- Maire sortant : Jean-Bernard Challamel
- 29 sièges à pourvoir au conseil municipal (population légale 2011 : 5 968 habitants)
- 6 sièges à pourvoir au conseil communautaire (CC des Vallées de Thônes)

|                | Pierre Bibollet | DVD            | 1 625 | 100,00 | 29 | 6 |  |  |
|                |                 |                |       |        |    |   |  |  |
| Inscrits       | Inscrits        | Inscrits       | 4 317 | 100,00 |    |   |  |  |
| Abstentions    | Abstentions     | Abstentions    | 2 019 | 46,77  |    |   |  |  |
| Votants        | Votants         | Votants        | 2 298 | 53,23  |    |   |  |  |
| Blancs et nuls | Blancs et nuls  | Blancs et nuls | 673   | 29,29  |    |   |  |  |
| Exprimés       | Exprimés        | Exprimés       | 1 625 | 70,71  |    |   |  |  |

### Thonon-les-Bains
- Maire sortant : Jean Denais
- 39 sièges à pourvoir au conseil municipal (population légale 2011 : 33 928 habitants)

| Tête de liste            | Tête de liste        | Liste          | Premier tour | Premier tour | Second tour | Second tour | Sièges | Sièges |
| Tête de liste            | Tête de liste        | Liste          | Voix         | %            | Voix        | %           | CM     |        |
| ------------------------ | -------------------- | -------------- | ------------ | ------------ | ----------- | ----------- | ------ | ------ |
|                          | Jean Denais *        | DVD            | 4 097        | 34,37        | 4 631       | 39,11       | 28     |        |
|                          | Christophe Arminjon  | DVD            | 3 356        | 28,15        | 4 488       | 37,91       | 7      |        |
|                          | Georges Constantin   | DVG            | 2 261        | 18,96        | 2 719       | 22,96       | 4      |        |
|                          | Guillaume Vaucouleur | FG             | 853          | 7,15         |             |             |        |        |
|                          | Élisabeth Charmot    | EELV           | 731          | 6,13         |             |             |        |        |
|                          | Gilles Joly          | UDI            | 621          | 5,21         |             |             |        |        |
|                          |                      |                |              |              |             |             |        |        |
| Inscrits                 | Inscrits             | Inscrits       | 22 853       | 100,00       | 22 854      | 100,00      |        |        |
| Abstentions              | Abstentions          | Abstentions    | 10 624       | 46,49        | 10 639      | 46,55       |        |        |
| Votants                  | Votants              | Votants        | 12 229       | 53,51        | 12 215      | 53,45       |        |        |
| Blancs et nuls           | Blancs et nuls       | Blancs et nuls | 310          | 2,53         | 377         | 3,09        |        |        |
| Exprimés                 | Exprimés             | Exprimés       | 11 919       | 97,47        | 11 838      | 96,91       |        |        |
| * Liste du maire sortant |                      |                |              |              |             |             |        |        |

### Thorens-Glières
- Maire sortant : Christian Anselme
- 23 sièges à pourvoir au conseil municipal (population légale 2011 : 3 163 habitants)
- 4 sièges à pourvoir au conseil communautaire (CC du Pays de Fillière)

|                          | Christian Anselme * | DVD            | 1 045 | 100,00 | 23 | 4 |  |  |
|                          |                     |                |       |        |    |   |  |  |
| Inscrits                 | Inscrits            | Inscrits       | 2 258 | 100,00 |    |   |  |  |
| Abstentions              | Abstentions         | Abstentions    | 1 031 | 45,66  |    |   |  |  |
| Votants                  | Votants             | Votants        | 1 227 | 54,34  |    |   |  |  |
| Blancs et nuls           | Blancs et nuls      | Blancs et nuls | 182   | 14,83  |    |   |  |  |
| Exprimés                 | Exprimés            | Exprimés       | 1 045 | 85,17  |    |   |  |  |
| * Liste du maire sortant |                     |                |       |        |    |   |  |  |

### Thyez
- Maire sortant : Gilbert Catala
- 29 sièges à pourvoir au conseil municipal (population légale 2011 : 5 717 habitants)
- 5 sièges à pourvoir au conseil communautaire (CC Cluses-Arve et Montagnes)

|                          | Gilbert Catala * | DVD            | 1 318 | 63,82  | 24 | 4 |  |  |
|                          | Laurent Gervais  | DVD            | 747   | 36,17  | 5  | 1 |  |  |
|                          |                  |                |       |        |    |   |  |  |
| Inscrits                 | Inscrits         | Inscrits       | 3 810 | 100,00 |    |   |  |  |
| Abstentions              | Abstentions      | Abstentions    | 1 641 | 43,07  |    |   |  |  |
| Votants                  | Votants          | Votants        | 2 169 | 56,93  |    |   |  |  |
| Blancs et nuls           | Blancs et nuls   | Blancs et nuls | 104   | 4,79   |    |   |  |  |
| Exprimés                 | Exprimés         | Exprimés       | 2 065 | 95,21  |    |   |  |  |
| * Liste du maire sortant |                  |                |       |        |    |   |  |  |

### Valleiry
- Maire sortant : Marc Favre
- 23 sièges à pourvoir au conseil municipal (population légale 2011 : 3 394 habitants)
- 4 sièges à pourvoir au conseil communautaire (CC du Genevois)

| Tête de liste  | Tête de liste     | Liste          | Premier tour | Premier tour | Second tour | Second tour | Sièges | Sièges |
| Tête de liste  | Tête de liste     | Liste          | Voix         | %            | Voix        | %           | CM     | CC     |
| -------------- | ----------------- | -------------- | ------------ | ------------ | ----------- | ----------- | ------ | ------ |
|                | Frédéric Mugnier  | UDI            | 387          | 30,78        | 457         | 34,36       | 16     | 3      |
|                | Patrick Vukicevic | DVD            | 363          | 28,87        | 334         | 25,11       | 3      |        |
|                | Jean-Michel Favre | DVD            | 182          | 14,47        | 127         | 9,54        | 1      |        |
|                |                   |                |              |              |             |             |        |        |
| Inscrits       | Inscrits          | Inscrits       | 2 217        | 100,00       | 2 217       | 100,00      |        |        |
| Abstentions    | Abstentions       | Abstentions    | 928          | 41,86        | 865         | 39,02       |        |        |
| Votants        | Votants           | Votants        | 1 289        | 58,14        | 1 352       | 60,98       |        |        |
| Blancs et nuls | Blancs et nuls    | Blancs et nuls | 32           | 2,48         | 22          | 1,63        |        |        |
| Exprimés       | Exprimés          | Exprimés       | 1 257        | 97,52        | 1 330       | 98,37       |        |        |

### Veigy-Foncenex
- Maire sortant : Jean Neury
- 27 sièges à pourvoir au conseil municipal (population légale 2011 : 3 633 habitants)
- 4 sièges à pourvoir au conseil communautaire (CA Thonon Agglomération)

|                | Bernard Coder  | DVD            | 596   | 100,00 | 27 | 4 |  |  |
|                |                |                |       |        |    |   |  |  |
| Inscrits       | Inscrits       | Inscrits       | 2 053 | 100,00 |    |   |  |  |
| Abstentions    | Abstentions    | Abstentions    | 1 286 | 62,64  |    |   |  |  |
| Votants        | Votants        | Votants        | 767   | 37,36  |    |   |  |  |
| Blancs et nuls | Blancs et nuls | Blancs et nuls | 171   | 22,29  |    |   |  |  |
| Exprimés       | Exprimés       | Exprimés       | 596   | 77,71  |    |   |  |  |

### Vétraz-Monthoux
- Maire sortant : Michelle Amoudruz
- 29 sièges à pourvoir au conseil municipal (population légale 2011 : 7 196 habitants)
- 4 sièges à pourvoir au conseil communautaire (CA Annemasse - Les Voirons Agglomération)

|                          | Michelle Amoudruz * | DVD            | 1 498 | 60,79  | 24 | 3 |  |  |
|                          | Bernard Simon       | UMP-UDI        | 966   | 39,20  | 5  | 1 |  |  |
|                          |                     |                |       |        |    |   |  |  |
| Inscrits                 | Inscrits            | Inscrits       | 4 807 | 100,00 |    |   |  |  |
| Abstentions              | Abstentions         | Abstentions    | 2 200 | 45,77  |    |   |  |  |
| Votants                  | Votants             | Votants        | 2 607 | 54,23  |    |   |  |  |
| Blancs et nuls           | Blancs et nuls      | Blancs et nuls | 143   | 5,49   |    |   |  |  |
| Exprimés                 | Exprimés            | Exprimés       | 2 464 | 94,51  |    |   |  |  |
| * Liste du maire sortant |                     |                |       |        |    |   |  |  |

### Ville-la-Grand
- Maire sortant : Raymond Bardet
- 29 sièges à pourvoir au conseil municipal (population légale 2011 : 8 083 habitants)
- 4 sièges à pourvoir au conseil communautaire (CA Annemasse - Les Voirons Agglomération)

|                          | Raymond Bardet * | DVD            | 1 411 | 58,28  | 23 | 3 |  |  |
|                          | Daniel De Chiara | UDI            | 1 010 | 41,71  | 6  | 1 |  |  |
|                          |                  |                |       |        |    |   |  |  |
| Inscrits                 | Inscrits         | Inscrits       | 4 936 | 100,00 |    |   |  |  |
| Abstentions              | Abstentions      | Abstentions    | 2 417 | 48,97  |    |   |  |  |
| Votants                  | Votants          | Votants        | 2 519 | 51,03  |    |   |  |  |
| Blancs et nuls           | Blancs et nuls   | Blancs et nuls | 98    | 3,89   |    |   |  |  |
| Exprimés                 | Exprimés         | Exprimés       | 2 421 | 96,11  |    |   |  |  |
| * Liste du maire sortant |                  |                |       |        |    |   |  |  |

### Viry
- Maire sortant : Jean-Pierre Buet
- 27 sièges à pourvoir au conseil municipal (population légale 2011 : 3 577 habitants)
- 4 sièges à pourvoir au conseil communautaire (CC du Genevois)

|                | André Bonaventure | DVD            | 737   | 53,32  | 21 | 3 |  |  |
|                | Claude Barbier    | DVD            | 645   | 46,67  | 6  | 1 |  |  |
|                |                   |                |       |        |    |   |  |  |
| Inscrits       | Inscrits          | Inscrits       | 2 534 | 100,00 |    |   |  |  |
| Abstentions    | Abstentions       | Abstentions    | 1 088 | 42,94  |    |   |  |  |
| Votants        | Votants           | Votants        | 1 446 | 57,06  |    |   |  |  |
| Blancs et nuls | Blancs et nuls    | Blancs et nuls | 64    | 4,43   |    |   |  |  |
| Exprimés       | Exprimés          | Exprimés       | 1 382 | 95,57  |    |   |  |  |

### Viuz-en-Sallaz
- Maire sortant : Serge Pittet
- 27 sièges à pourvoir au conseil municipal (population légale 2011 : 3 920 habitants)
- 6 sièges à pourvoir au conseil communautaire (CC des Quatre Rivières)

|                          | Serge Pittet *     | DVD            | 1 365 | 68,66  | 23 | 5 |  |  |
|                          | Florian Missillier | DVD            | 623   | 31,33  | 4  | 1 |  |  |
|                          |                    |                |       |        |    |   |  |  |
| Inscrits                 | Inscrits           | Inscrits       | 3 075 | 100,00 |    |   |  |  |
| Abstentions              | Abstentions        | Abstentions    | 1 025 | 33,33  |    |   |  |  |
| Votants                  | Votants            | Votants        | 2 050 | 66,67  |    |   |  |  |
| Blancs et nuls           | Blancs et nuls     | Blancs et nuls | 62    | 3,02   |    |   |  |  |
| Exprimés                 | Exprimés           | Exprimés       | 1 988 | 96,98  |    |   |  |  |
| * Liste du maire sortant |                    |                |       |        |    |   |  |  |